# Maaninka
Maaninka (svédül: Maninga) egy egykori település a finnországi Észak-Savo régióban. A önálló településként 2015. január 1-i határidővel szűnt meg, azóta az ország nyolcadik legnagyobb városának számító Kuopio része.